# Gracilinitocris nigrifrons
Gracilinitocris nigrifrons là một loài bọ cánh cứng trong họ Cerambycidae.